# Galeazzo Flavio Capella
Galeazzo Flavio Capella, stundom kallad Galeazzo Carpra, född den 7 maj 1487 i Milano, död där den 23 februari 1537, var en italiensk skriftställare och statsman.
Capella var minister och diplomatisk agent hos Francesco Sforza, hertig av Milano. Han skrev bland annat det värdefulla samtidshistoriska arbetet De rebus nuper in Italia gestis et de bello mediolanensi pro restitutione Francisci Sfortiæ II ab anno 1521 usque ad annum 1530 (1532).

## Fotnoter
1. 1 2  Bibliothèque nationale de France, BnF Catalogue général : öppen dataplattform, id-nummer i Frankrikes nationalbiblioteks katalog: 10599862t, läst: 10 oktober 2015.[källa från Wikidata]
2. ↑  Gemeinsame Normdatei, läst: 19 december 2014.[källa från Wikidata]
3. ↑  Tjeckiska nationalbibliotekets databas, NKC-ID: ola2015877560, läst: 23 november 2019.[källa från Wikidata]
4. ↑  Tjeckiska nationalbibliotekets databas, NKC-ID: ola2015877560, läst: 16 december 2022.[källa från Wikidata]